# Ilaria Leoni
Ilaria Leoni (Bagno a Ripoli, 8 febbraio 1989) è un'allenatrice di calcio ed ex calciatrice italiana, di ruolo portiere, vice allenatrice del Genoa.

## Carriera

### Giocatrice
Ilaria Leoni approda al Firenze dove inizialmente viene impiegata nelle formazioni giovanili alternando le presenze con la squadra titolare in Serie B contribuendo a raggiungere la seconda posizione del girone C, dietro il Grifo Perugia, e la promozione in Serie A2. Dopo tre campionati in cadetteria, al termine della stagione 2005-2006 ha conquistato con il Firenze la promozione in Serie A. Nell'estate del 2013 decide di andare a giocare negli Stati Uniti d'America per l'AC Seattle vincendo la WPSL Northwest e Evergreen Cup . A fine campionato della stagione 2013-2014 decide di concludere l'avventura toscana accordandosi nell'estate 2014 con l'Atletico Oristano in Serie B. Con l'Oristano rimane un solo campionato congedandosi al termine di una stagione bellissima 2014-2015. 
Durante il calciomercato estivo 2015 trova un accordo con il Castelfranco per tornare a giocare in una società toscana per la stagione entrante. Durante la stagione si alterna tra i pali con la compagna Rachele Baldi, scendendo in campo in 9 occasioni.
A causa di un grave infortunio alla spalla nella stagione 2016-2017 non ha potuto partecipare al campionato di serie B con l'Empoli Ladies. Nel frattempo si è sempre dedicata al calcio seguendo i ragazzini dei primi calci nella scuola calcio fiorentina dell'Albereta San Salvi.

### Allenatrice
Nella stagione 2022-23 ha allenato la squadra primavera femminile dell'ACF Arezzo, portandola alla vittoria del girone B del Campionato Primavera 2 con 16 vittorie su 18 partite disputate, e alla conseguente promozione nel Campionato Primavera 1. In virtù di questo successo è stata premiata dall'AIAC (Associazione Italiana Allenatori Calcio) come migliore allenatrice del campionato primavera. Nella stagione successiva ha continuato a guidare la squadra primavera, partecipante al girone A del Campionato Primavera 1. Il 9 marzo 2024, dopo la rescissione consensuale del contratto dell'australiano Michalis Eracleous, è stata nominata nuova allenatrice della prima squadra dell'ACF Arezzo, militante in Serie B.

## Statistiche

### Statistiche da allenatrice
Statistiche aggiornate al 18 maggio 2025.
| Stagione        | Squadra         | Campionato      | Campionato | Campionato | Campionato | Campionato | Coppe nazionali | Coppe nazionali | Coppe nazionali | Coppe nazionali | Coppe nazionali | Coppe continentali | Coppe continentali | Coppe continentali | Coppe continentali | Coppe continentali | Altre coppe | Altre coppe | Altre coppe | Altre coppe | Altre coppe | Totale | Totale | Totale | Totale | % Vittorie | Piazzamento |
| Stagione        | Squadra         | Comp            | G          | V          | N          | P          | Comp            | G               | V               | N               | P               | Comp               | G                  | V                  | N                  | P                  | Comp        | G           | V           | N           | P           | G      | V      | N      | P      | %          | Piazzamento |
| --------------- | --------------- | --------------- | ---------- | ---------- | ---------- | ---------- | --------------- | --------------- | --------------- | --------------- | --------------- | ------------------ | ------------------ | ------------------ | ------------------ | ------------------ | ----------- | ----------- | ----------- | ----------- | ----------- | ------ | ------ | ------ | ------ | ---------- | ----------- |
| mar.-giu. 2024  | Arezzo          | B               | 11         | 4          | 3          | 4          | CI              | -               | -               | -               | -               | -                  | -                  | -                  | -                  | -                  | -           | -           | -           | -           | -           | 11     | 4      | 3      | 4      | 36,36      | Sub., 10º   |
| 2024-2025       | Arezzo          | B               | 30         | 12         | 4          | 14         | CI              | 2               | 1               | 0               | 1               | -                  | -                  | -                  | -                  | -                  | -           | -           | -           | -           | -           | 32     | 13     | 4      | 15     | 40,63      | 10º         |
| Totale carriera | Totale carriera | Totale carriera | 41         | 16         | 7          | 18         |                 | 2               | 1               | 0               | 1               |                    | -                  | -                  | -                  | -                  |             | -           | -           | -           | -           | 43     | 17     | 7      | 19     | 39,53      |             |

## Palmarès

### Giocatrice
- Campionato italiano di Serie A2: 1

Firenze: 2009-2010
- Campionato italiano di Serie B: 1

Florentia: 2017-2018